# World-Inline-Cup 2011
Der World-Inline-Cup 2011 wurde für Frauen und Männer an sieben Stationen ausgetragen. Der Auftakt fand am 17. April 2011 in Valencia und das Finale am 5. Oktober 2011 in Haining statt.

## Frauen
| WIC                  | Ort      | Sieg                                  | Platz 2                         | Platz 3                               |
| -------------------- | -------- | ------------------------------------- | ------------------------------- | ------------------------------------- |
| Top Class 17. April  | Valencia | Giovanna Turchiarelli Alessi World    | Nicole Begg X-Tech MPC          | Sara Bak -                            |
| Class 1 15. Mai      | Rennes   | Cecilia Baena Powerslide Matter World | Nicole Begg X-Tech MPC          | Justine Halbout -                     |
| Top Class 29. Mai    | Incheon  | Guo Dan -                             | Suji Jang -                     | Li Seul -                             |
| Class 1 12. Juni     | Dijon    | Nicole Begg X-Tech MPC                | Justine Halbout -               | Clémence Halbout -                    |
| Class 1 18. Juni     | Ostrava  | Nicole Begg X-Tech MPC                | Kateřina Novotná -              | Mélissa Chouleysko IDEEprint EOSkates |
| Class 1 28. August   | Gdańsk   | Giovanna Turchiarelli Alessi World    | Roberta Casu IDEEprint EOSkates | Aleksandra Goss -                     |
| Top Class 5. Oktober | Haining  | Yang He Zhen -                        | Guan Ying Rong -                | Guo Dan -                             |

| Rang | Name               | Team               |
| ---- | ------------------ | ------------------ |
| 1    | Nicole Begg        | X-Tech MPC         |
| 2    | Mélissa Chouleysko | IDEEprint EOSkates |
| 3    | Renata Karabova    | IDEEprint EOSkates |
| 4    | Samantha Michael   | X-techWheelz       |
| 5    | Jakobine Wolf      | IDEEprint EOSkates |
| 6    | Sina Walder        | IDEEprint EOSkates |

| Rang | Team                      |
| ---- | ------------------------- |
| 1    | IDEEprint EOSkates        |
| 2    | Alessi World              |
| 3    | GRS - solutions-resto.com |

## Männer
| WIC                  | Ort      | Sieg                                  | Platz 2                              | Platz 3                               |
| -------------------- | -------- | ------------------------------------- | ------------------------------------ | ------------------------------------- |
| Top Class 17. April  | Valencia | Severin Widmer Swiss Skate Team       | Nicolas Iten Swiss Skate Team        | Roger Schneider Swiss Skate Team      |
| Class 1 24. Mai      | Rennes   | Bart Swings CadoMotus World           | Yann Guyader Powerslide Matter World | Nicolas Iten Swiss Skate Team         |
| Top Class 29. Mai    | Incheon  | Joey Mantia Simmons Schankel          | Yann Guyader Powerslide Matter World | Scott Arlidge Powerslide Matter World |
| Class 1 12. Juni     | Dijon    | Bart Swings CadoMotus World           | Yann Guyader Powerslide Matter World | Scott Arlidge Powerslide Matter World |
| Class 1 18. Juni     | Ostrava  | Severin Widmer Swiss Skate Team       | Peter Michael X-Tech MPC             | Nicolas Iten Swiss Skate Team         |
| Top-Class 28. August | Gdańsk   | Nicolas Iten Swiss Skate Team         | Severin Widmer Swiss Skate Team      | Michael Achermann Swiss Skate Team    |
| Top Class 5. Oktober | Haining  | Scott Arlidge Powerslide Matter World | Severin Widmer Swiss Skate Team      | Yann Guyader Powerslide Matter World  |

| Rang | Name              | Team                            |
| ---- | ----------------- | ------------------------------- |
| 1    | Severin Widmer    | Swiss Skate Team                |
| 2    | Nicolas Iten      | Swiss Skate Team                |
| 3    | Yann Guyader      | Powerslide Matter World         |
| 4    | Michael Achermann | Swiss Skate Team                |
| 5    | Martyn Dias       | Roller Lagos dos Descobrimentos |
| 6    | Roger Schneider   | Swiss Skate Team                |
| 7    | Gonçalo Marreiros | Roller Lagos dos Descobrimentos |
| 8    | Daniel Ruiz       | OakleyRapsProTeam               |

| Rang | Team                            |
| ---- | ------------------------------- |
| 1    | Swiss Skate Team                |
| 2    | Powerslide Matter World         |
| 3    | Roller Lagos dos Descobrimentos |